# Guillaume de Bade (1829-1897)
Pour les articles homonymes, voir Guillaume de Bade.
Guillaume de Bade, né le 18 décembre 1829 à Karlsruhe et mort le 27 avril 1897 à Karlsruhe, est un général prussien, Prince du grand duché de Bade.

## Famille
Dernier fils de Léopold Ier de Bade et de Sophie de Suède.
Il fut l'un des candidats proposés par les "puissances protectrices" pour succéder au roi Othon Ier de Grèce qui avait été déposé.
Guillaume de Bade épousa en 1863 Marie Romanovsky, duchesse de Leuchtenberg (1841-1914), (fille de Maximilien de Leuchtenberg et de Maria Nikolaïevna de Russie).
Deux enfants sont nés de cette union :   
- Marie de Bade (1865-1939), en 1889 elle épousa Frédéric II d'Anhalt (mort en 1918)
- Maximilien (1867-1929), margrave puis (1897/1928) prince héritier de Bade, chancelier d'Allemagne (1918), prétendant au trône de Bade (1928-1929), épouse en 1900 Marie-Louise de Hanovre, dont le frère est Ernest-Auguste III de Brunswick, époux de la princesse Victoria-Louise de Prusse, fille du Kaiser.

Guillaume de Bade est l'arrière-grand-père de l'actuel chef de la Maison grand ducale de Bade. Il appartient à la quatrième branche de la Maison de Bade, elle-même issue de la première branche de la maison ducale de Bade. Il appartint à la lignée de Bade-Durlach dite lignée Ernestine fondée par Ernest de Bade-Durlach, cette lignée est actuellement représentée par le prince Maximilien de Bade.